# Képler Laveran Lima Ferreira
Képler Laveran Lima Ferreira, més conegut com a Pepe (Maceió, 26 de febrer del 1983) és un exfutbolista brasiler nacionalitzat portuguès.

## Carrera esportiva
Va començar a jugar al Sport Club Corinthians Alagoano d'Alagoas, nord del Brasil i va ser transferit a diversos clubs de segon nivell a Portugal. Finalment aconseguí fer-se un lloc en el panorama futbolístic europeu.
Pretès per diversos clubs europeus, va acabar fitxant pel FC Porto en la temporada 2004-2005. Després d'una fase d'adaptació al club entrenat per Co Adriaanse, va tornar a ser fonamental en l'equip, que va vèncer en la Lliga portuguesa de 2005-06.
En l'estiu de 2007, el Reial Madrid CF va anunciar el seu fitxatge a la seva pàgina web, així com en la del club portuguès. Aquest últim va indicar en el seu comunicat que la transferència dels drets federatius del jugador havien estat venuts per la quantitat de 30 milions d'euros, convertint-se en el sisè fitxatge més car de la història del club madridista fins aleshores, després de Nicolas Anelka, Luis Figo, Zinédine Zidane, Ronaldo i Arjen Robben.
El 12 de juliol de 2011 va fer-se oficial la seva renovació amb el club madrileny fins al final de la temporada 2015-16.
Cal destacar que, donat el seu físic, defensa de forma rocosa als davanters, a més del fet que sap visionar l'atac del rival. Domina el joc aeri i sap treure jugada la pilota des de la pròpia àrea. Té bona col·locació al camp i molta velocitat per tallar l'atac rival.

### Internacional
Després d'haver adquirit la nacionalitat portuguesa a l'agost del 2007, va ser convocat per la Selecció, el dia 30 del mateix mes, encara que una lesió li va impedir jugar.
Finalment hi va debutar el 22 de novembre del 2007 a un partit que enfrontava Portugal contra Finlàndia.

## Estadístiques
Actualitzades a 24 de maig del 2013.
| Club                   | Temporada              | Lliga                  | Lliga                  | Copa                   | Copa | Europa  | Europa | Altres1 | Altres1 | Total   | Total |
| Club                   | Temporada              | Partits                | Gols                   | Partits                | Gols | Partits | Gols   | Partits | Gols    | Partits | Gols  |
| ---------------------- | ---------------------- | ---------------------- | ---------------------- | ---------------------- | ---- | ------- | ------ | ------- | ------- | ------- | ----- |
| CS Marítimo B          | 2001-02                | 10                     | 1                      | –                      | –    | –       | –      | –       | –       | 10      | 1     |
| CS Marítimo B          | 2002-03                | 3                      | 0                      | –                      | –    | –       | –      | –       | –       | 3       | 0     |
| Total                  |                        |                        |                        |                        |      |         |        | –       | –       | 13      | 1     |
| CS Marítimo            | 2001-02                | 4                      | 0                      | 0                      | 0    | –       | –      | –       | –       | 4       | 0     |
| CS Marítimo            | 2002-03                | 29                     | 2                      | 1                      | 0    | –       | –      | –       | –       | 30      | 2     |
| CS Marítimo            | 2003-04                | 30                     | 1                      | 2                      | 0    | –       | –      | –       | –       | 32      | 1     |
| Total                  |                        |                        |                        |                        |      |         |        | –       | –       | 66      | 3     |
| FC Porto               | 2004-05                | 15                     | 1                      | 1                      | 0    | 5       | 0      | 1       | 0       | 22      | 1     |
| FC Porto               | 2005-06                | 24                     | 0                      | 4                      | 0    | 5       | 2      | –       | –       | 33      | 2     |
| FC Porto               | 2006-07                | 25                     | 4                      | 1                      | 0    | 8       | 0      | 1       | 0       | 34      | 4     |
| Total                  |                        |                        |                        |                        |      |         |        | –       | –       | 89      | 7     |
| Reial Madrid           | 2007–08                | 19                     | 0                      | 1                      | 0    | 3       | 0      | 2       | 0       | 25      | 0     |
| Reial Madrid           | 2008–09                | 26                     | 0                      | 0                      | 0    | 5       | 0      | 1       | 0       | 32      | 0     |
| Reial Madrid           | 2009–10                | 10                     | 1                      | 1                      | 0    | 6       | 0      | –       | –       | 17      | 1     |
| Reial Madrid           | 2010–11                | 26                     | 1                      | 4                      | 0    | 8       | 0      | –       | –       | 38      | 1     |
| Reial Madrid           | 2011–12                | 29                     | 1                      | 5                      | 0    | 9       | 0      | 2       | 0       | 45      | 1     |
| Reial Madrid           | 2012–13                | 28                     | 1                      | 2                      | 0    | 11      | 1      | 1       | 0       | 42      | 2     |
| Total                  |                        |                        |                        |                        |      |         |        |         |         | 199     | 5     |
| Durant la seva carrera | Durant la seva carrera | Durant la seva carrera | Durant la seva carrera | Durant la seva carrera |      |         |        |         |         | 366     | 17    |

1Inclou la Supercopa d'Europa, la Supercopa de Portugal i la Supercopa d'Espanya.

## Palmarès
FC Porto
- 4 Lligues portugueses: 2005-06, 2006-07, 2019-20, 2021-22
- 5 Copes portugueses: 2005-06, 2019-20, 2021-22, 2022-23, 2023-24
- 4 Supercopes portugueses: 2004, 2006, 2020, 2022
- 1 Copa Intercontinental: 2004

Reial Madrid CF
- 3 Lligues de Campions de la UEFA: 2013–14, 2015–16,[13] 2016–17[14]
- 2 Supercopes d'Europa: 2014,[15][16][17] 2016[18]
- 2 Campionats del món de clubs: 2014[19] i 2016[20]
- 3 Lligues espanyoles: 2007-08, 2011-12 i 2016-17[21]
- 2 Supercopes d'Espanya: 2008 i 2012
- 2 Copes del Rei: 2010-11 i 2013-14

Selecció portuguesa
- 1 Eurocopa: 2016
- 1 Lliga de les Nacions de la UEFA: 2018-19